# Kleinseitner Geschichten

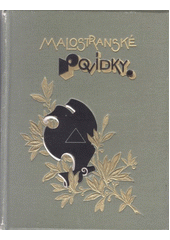
Tschechische Ausgabe der Kleinseitner Geschichten aus dem Jahr 1902

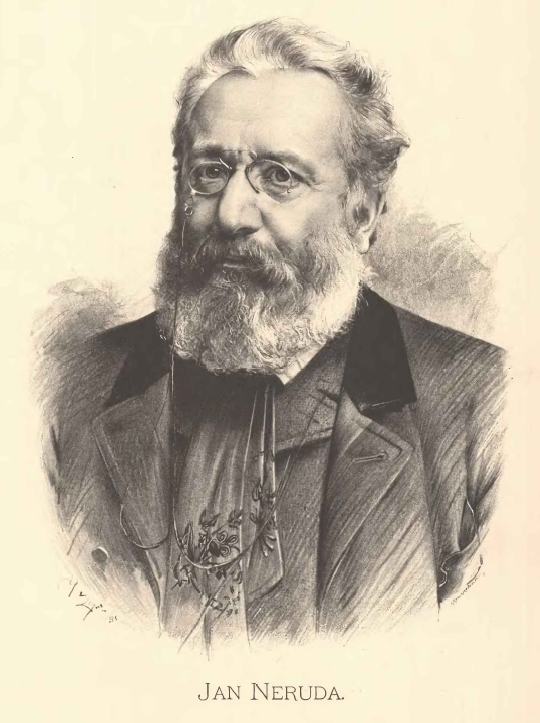
Jan Neruda

Kleinseitner Geschichten (tschechisch Povídky malostranské) ist eine Sammlung von Erzählungen des tschechischen Schriftstellers Jan Neruda, die 1878 erstmals erschien.

## Charakteristik
Nerudas Erzählungen, die zwischen 1867 und 1877 einzeln in verschiedenen Prager Zeitschriften erschienen waren und 1878 gesammelt in Buchform herauskamen, zählen zu den herausragendsten und auch international bekanntesten Werken der tschechischen Literatur. Darin schildert der Autor die kleinbürgerlichen Bewohner der Prager Kleinseite, eines Stadtteils links der Moldau, wie er sie selbst in seiner Kindheit und Jugend in den 1840er Jahren erlebte. Vorbild der Beschreibung realer Menschen dieser Gegend war der russische Realismus. Schon 1859 forderte Neruda:

„Es ist vor allem notwendig, dass wir lernen, die Menschen zu verstehen, dass wir ihre Nöte, ihre Freuden und Leiden studieren; wir brauchen also z. B. in der Hauptsache getreue Erzählungen aus dem Leben, Bilder von Menschen aller Schichten, Sammlungen wahrhaftiger Beispiele einer nicht erdachten und wirklichen Erfahrung.“

Wie schon in der 1864 erschienenen Sammlung Arabesken wandte sich Neruda von der ihm überholt scheinenden romantischen Novellentradition ab und einer psychologisch-realistischen Genreskizzierung zu. Seine Milieuskizzierung wendet die Idylle zu einer milden Form der Groteske, die Erzählweise ist subjektivistisch-ironisch. Je nach Aussage der einzelnen Geschichten ist der Stil bald satirisch-süffisant, bald humorvoll oder auch sentimental. So entwickelt der Autor eine regelrechte Typologie der gesellschaftlichen Unterschicht der Kleinseite, in der der Gegensatz von unten und oben eine große Rolle spielt.
Das Buch hat richtungsweisende stilistische Maßstäbe für die tschechische Literatur gesetzt. Autoren wie Jaroslav Hašek und Karel Čapek nahmen sie als Vorbild. Über die Natürlichkeit der Sprache Nerudas sagte die Schriftstellerin Eliška Krásnohorská, er habe den Zaubertrick gefunden,

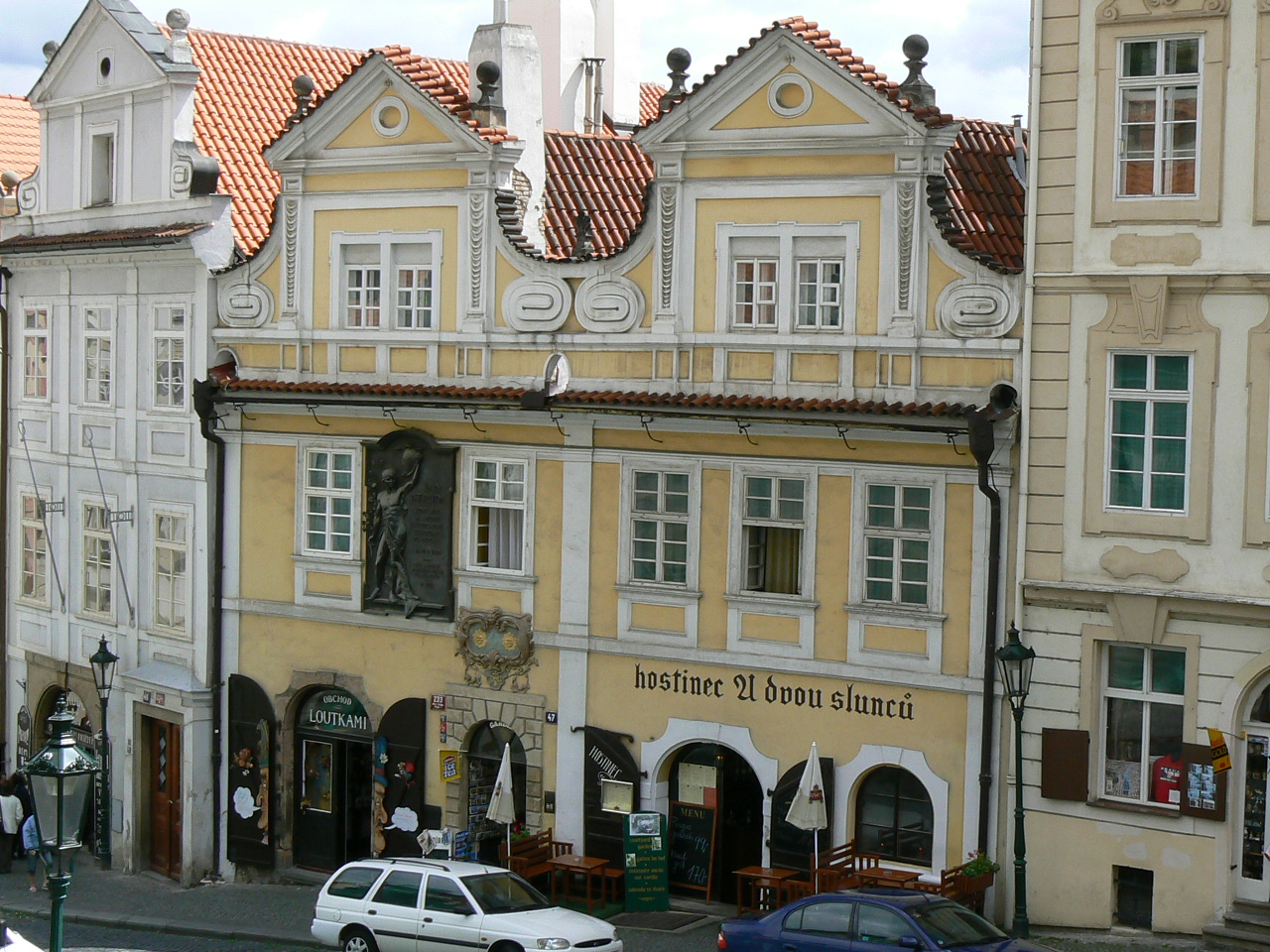
Haus Zu den Zwei Sonnen mit Gedenktafel für Jan Neruda in der Spornergasse

„wie man einen schönen, schwungvollen Stil ohne syntaktisches Gerüst bauen kann. Worin besteht dieser Zauber? Es gelang ihm, die einfache Volkssprache in eine literarische Form zu gießen.“

## Die Prager Kleinseite
Schauplatz der Erzählungen Nerudas ist die Kleinseite, ein Stadtteil Prags, der bis 1784 eine selbständige Stadt war. Sie liegt unterhalb der Prager Burg mit ihren steilen Gassen, die sich zu Füßen des Laurenzibergs erstrecken, und unterscheidet sich im Charakter deutlich von der Prager Altstadt auf der anderen Seite der Moldau. Neruda wurde hier in der ehemaligen Spornergasse geboren, heute Nerudova 47, wo seine Mutter einen kleinen Greißlerladen hatte, in den die kleinen Leute der Umgebung zum Einkauf kamen. Die Menschen und Erlebnisse seiner Kindheit und Jugend sind später in die Gestaltung der Erzählungen Nerudas eingeflossen. Auch spätere Schriftsteller haben diesen malerischen Stadtteil immer wieder zum Schauplatz ihrer Werke gemacht, die Kleinseite beschrieben und besungen.

## Inhalt
Die Sammlung besteht aus dreizehn Geschichten.

### Eine Woche in einem stillen Hause
(Týden v tichém domě), 1867
Der Autor schildert Episoden in einem Haus auf der Prager Kleinseite. Nach und nach lernt der Leser die Bewohner des Hauses und ihre Sorgen und Nöte kennen. Gleich zu Beginn entdecken die Bewohner den Tod der alten Žanýnka, deren Hund andauernd verzweifelt bellt. Im Erdgeschoss lebt die Bavorová, die eine kleine Greißlerei betreibt und aus Träumen die Zahlen für die Lotterie herausliest. Ihr Sohn Václav ist Praktikant im Amt, versucht sich aber in der Literatur. Der Hausherr ist Herr Eber, der in einem Amt arbeitet; er wohnt mit seiner Frau und zwei Töchtern im ersten Stock. Die Tochter Matylda ist auf der Suche nach einem Bräutigam; der Oberleutnant Kořinek wird ihr von einer Freundin weggeschnappt. Der Herr Doktor Loukot wohnt zur Untermiete bei Herrn Lakmus und seiner Frau, die für ihre Tochter Klara auf der Suche nach einem Mann ist. Der Doktor aber schmachtet das arme Fräulein Josefinka aus dem zweiten Stock an und macht sich trotz seines höheren Alters ernstliche Hoffnungen auf sie. Wir lernen auch die literarischen Versuche Václavs kennen, der höchst respektlos über seinen Alltag im Amt schreibt, und dem Doktor die Zeilen zum Lesen überlässt. Als er erfährt, dass Josefinka in Kürze heiraten wird, gibt der Doktor den intensiven Avancen von Frau Lakmusova für ihre in ihn verliebte Tochter Klara nach. Die vornehm tuende Hausherrnfamilie ist finanziell am Ende. Als die Bavorová einen bedeutenden Lotteriegewinn macht, heiratet Václav deren Tochter Matylda, auf die er schon lange ein Auge geworfen hatte, aber bisher keine Aussichten hatte.

### Herr Ryšánek und Herr Schlegl
(Pan Ryšánek a pan Schlegl), 1875
Der Autor berichtet vom Lokal „Zum Steinitz“, dem führenden Gasthaus der Kleinseite, in dem nur angesehene „Größen“ des Stadtteils verkehrten. Als er selbst soweit Karriere gemacht hatte, um ebenfalls dort einkehren zu können, beobachtete er zwei Stammgäste, die täglich am selben Tisch saßen, aber 10 Jahre lang kein Wort miteinander sprachen. Sie ignorierten sich vollständig, weil sie einmal dieselbe Frau geliebt hatten. Obwohl sie schon lange tot war, blieb die Feindschaft der Herren bestehen. Keiner wollte nachgeben. Eines Tages aber erkrankte Herr Ryšánek ernstlich und konnte drei Monate lang nicht zum Steinitz kommen. Als er zum ersten Mal wieder, schwach und abgemagert, erschien, wurde er von allen Gästen sehr herzlich begrüßt und auch er selbst war gerührt. Nur im Verhältnis zu seinem Tischgenossen hatte sich nichts geändert. Da bemerkte er, dass er seinen Tabaksbeutel zu Hause vergessen hatte und schickte einen Buben, ihn zu holen. Da schob plötzlich, ohne hinzusehen, Herr Schlegl seinen Beutel über den Tisch und bot ihn Herrn Ryšánek an. Dieser reagierte lange nicht, doch dann dankte er. Nachdem sich allmählich ihre Blicke getroffen hatten, sprachen sie seit diesem Moment wieder miteinander – nach elf Jahren des Schweigens.

### Die hat den Bettler zugrunde gerichtet
(Přivedla žebráka na mizinu), 1875
Der Autor erinnert sich an einen Bettler aus seiner Jugendzeit, der überall auf der Kleinseite bekannt war. Er machte einen ordentlichen Eindruck und bekam von allen Leuten stets eine Kleinigkeit geschenkt – sei es Geld oder Sachspenden. Selbst vom örtlichen Polizisten war er durchaus anerkannt und wurde von ihm immer per Sie angesprochen. Die Wege des Herrn Vojtíšek, so hieß er, waren immer gleich und sein Tagesablauf geregelt. Doch einmal machte sich eine andere Bettlerin an ihn heran und umwarb ihn; denn sie wollte mit ihm zusammenziehen. Doch Vojtíšek wollte davon nichts wissen. Seit dieser Zeit verbreiteten sich unerklärliche Gerüchte auf der Kleinseite, er wäre in Wahrheit gar nicht arm und hätte anderswo zwei Häuser. Die Leute fühlten sich betrogen und ärgerten sich über ihn. Fortan wollte ihm niemand mehr etwas geben, man spottete über ihn und fragte ihn seinerseits nach einem Darlehen, das man benötige und so fort. Vojtíšek litt nun nicht nur Mangel, er war auch menschlich tief in seiner Ehre getroffen. Er kam immer mehr herab, wurde immer seltener gesehen und konnte auch in anderen Stadtteilen nicht reüssieren, da man ihn dort ja nicht kannte. Schließlich wurde er eines Tages erfroren aufgefunden, denn er hatte nicht einmal mehr ein Hemd.

### Das weiche Herz der Frau Ruska
(O měkkém srdci paní Rusky), 1875
Der allseits beliebte Kaufmann Josef Velš war gestorben und wurde über seinem Laden aufgebahrt. Er hatte zwar keine näheren Verwandten, trotzdem kamen viele Leute, die ihn gekannt hatten, um ihm die letzte Ehre zu erweisen. Es kam auch die Frau Ruska, eine Witwe, die den Verstorbenen nicht gekannt hatte. Sie war dafür bekannt, auf alle Begräbnisse zu gehen, und dort vergoss sie ihre Tränen. So war es auch hier beim Herrn Velš. Sie trat an den Sarg heran, betrachtete den Verstorbenen und weinte. Dann begann sie zu den neben ihr stehenden, ihr ebenfalls unbekannten Frauen, einige despektierliche Bemerkungen über den Toten und seine schon länger verstorbene Frau zu machen. Empört wurde sie aus dem Zimmer gewiesen, und da auch ein Polizeikommissar unter den Leuten war, wurde sie von einem Polizisten zurück in ihre Wohnung begleitet, damit sie nicht länger stören konnte. Dann hatte sie sich auf dem Kommissariat einzufinden und wurde dort sehr streng ermahnt, künftig auf keinen Begräbnissen mehr zu erscheinen. Daran musste sie sich halten. Nach einiger Zeit jedoch wechselte sie ihre Wohnung. Sie bezog nun ein Haus, an dem alle Begräbniszüge vorbeiziehen mussten. Dann trat sie vor das Tor und weinte bitterlich.

### Abendplaudereien
(Večerní šplechty), 1875
Auf den Dächern zweier Häuser auf der Kleinseite trafen sich einige Studenten in der Dunkelheit. Sie plauderten und scherzten. Abwechselnd sollte immer ein anderer das Thema ihrer Plaudereien vorgeben. Diesmal war Jäkl dran und schlug vor, die frühesten Erinnerungen, die jeder von ihnen hatte, zu erzählen. Doch dann berichtete er seinen Freunden, dass er verliebt sei. Die betreffende Frau war Lízinka, in die er schon seit seiner Kindheit verliebt war. Nach langen Jahren traf er sie nun wieder und die beiden kamen sich näher. Als Lízinka aber eine Zeit lang fortreiste, kam sie mit einem Kind zurück.

### Doktor Allesverderber
(Doktor Kazisvět), 1876
Dr. Heribert war ein seltsamer Mensch. Obwohl er Medizin studiert hatte, arbeitete er niemals als Arzt. Er sprach auch mit niemandem und vermied möglichst jeden Kontakt zu Menschen. Doch eines Tages geschah etwas Seltsames. Zum Aujezder Tor zog ein Leichenzug. Der ständische Rechnungsrat Schepeler sollte begraben werden und alle Teilnehmer an diesem Leichenzug hatten ein seltsam zufriedenes Gesicht. Aus den unterschiedlichsten Gründen waren sie alle, auch die Witwe, offenbar durchaus wirklich zufrieden, dass der Mann gestorben war. Nur dessen bester Freund Kejřík trug wirkliche Trauer zur Schau. Als man den Sarg vom Wagen heben wollte, fiel er zu Boden, der Deckel sprang auf und die Hand des Verstorbenen ragte aus dem Sarg hervor. Gerade in diesem Moment stand zufällig Dr. Heribert an jener Stelle, an der der Sarg zu Boden gefallen war. Unwillkürlich ergriff der Doktor die Hand der Leiche, fühlte sie und musterte die Leiche genau. Dann sagte er, der Mann sei gar nicht tot. Gegen den Protest des Arztes, der Schepeler für tot erklärt hatte, aber mit Unterstützung des Freundes Kejřík, wurde der Leichnam in ein Haus gebracht und eingehend untersucht und behandelt. Und tatsächlich gelang es Dr. Heribert Schepeler wieder ins Leben zurückzurufen. Nach zwei Monaten konnte er schon wieder ins Amt gehen. Alle Menschen auf der Kleinseite sprachen damals von diesem unerhörten Fall, ja es wurde sogar in der Zeitung davon geschrieben. Dr. Heribert aber erhielt den Namen „Doktor Allesverderber“, denn er hatte allen Teilnehmern am Leichenzug, allen Erben, ihre Erwartungen mit der wundersamen Heilung des Rechnungsrates gründlich verdorben. Nach diesem Vorfall behandelte Dr. Heribert wiederum keinen einzigen Menschen wie zuvor.

### Der Wassermann
(Hastrman), 1876
Herr Rybář war ein alter Herr, der noch mit einem Zopf und Kniebundhosen mit Strümpfen herumlief. Da er die Angewohnheit hatte, fremden Besuchern der Kleinseite zu folgen und bei einem Aussichtspunkt stets zu sagen pflegte: „Das Meer! Warum wohnen wir nicht am Meer!“, aber auch wegen seines grünen Rockes und wegen seines Namens, der Fischer bedeutet, nannte man ihn den Wassermann. Er wohnte bei Verwandten, und jeder wusste, dass er dort viele Schachteln aufbewahrte, in denen sich Edelsteine befanden. Eines Tages aber begab sich Herr Rybář zum Gymnasialprofessor Mühlwenzel, zeigte ihm eine seiner Schachteln und fragte ihn, was diese wohl wert sei. Nach eingehender Begutachtung nahm dieser einen Stein heraus, sagte, dies sei ein schon seltener Moldavit, den er Rybář um drei Gulden für die Schule abkaufen würde, die anderen Steine hingegen seien nichts wert. Dies traf Herrn Rybář tief, der alle seine Steine selbst gesammelt hatte und, wie alle, dachte, sie seien wertvoll. So stand er am Abend in seinem Zimmer und begann die Steine aus dem Fenster zu werfen. Da kam sein Verwandter herbei und tröstete ihn, wie wertvoll doch er selbst, Herr Rybář, sei und dass er die Steine doch aufheben solle und mit den Kindern betrachten. Als Herr Rybář jetzt aus dem Fenster sah, da sah er zum ersten Mal das Meer vor seinen Augen.

### Wie Herr Vorel seine Meerschaumpfeife anrauchte
(Jak si pan Vorel nakouřil pěnovku), 1876
Ein unerhörtes Ereignis trat auf der Kleinseite ein – ein Fremder, Herr Vorel, eröffnete eine neue Greißlerei, wo vorher keine gewesen war. Voll Optimismus wartete er am ersten Tag auf Kunden, doch Stunde um Stunde verging, und niemand kam. Inzwischen nahm er seine Meerschaumpfeife zur Hand und rauchte. Um neun Uhr kam endlich eine Frau, um das neue Geschäft zu testen. Doch gleich bemerkte sie die rauchige Luft in dem Laden, und als sie zu Hause das Gekaufte aßen, da hieß es gleich, man schmecke den Rauch. So war das Schicksal des „geselchten Greißlers“ jetzt schon entschieden. Kaum Kunden kamen in das neue Geschäft, und je weniger Leute kamen, desto mehr rauchte Herr Vorel. Als das Geschäft nach Monaten eines Tages geschlossen blieb, da fand man Herrn Vorel erhängt. Seine Meerschaumpfeife in seiner Tasche war großartig angeraucht.

### Zu den drei Lilien
(U tří lilií), 1876
Der Autor saß während einer Gewitternacht in dem Lokal „Zu den drei Lilien“ und sah dauernd in den Saal, in dem getanzt wurde. Dort war ihm ein Mädchen aufgefallen, das eine große Anziehungskraft auf ihn besaß, und die, während sie tanzte, ihm immer wieder in die Augen sah. Während einer Tanzpause kam ein anderes Mädchen und sagte der Schönäugigen etwas, worauf diese im Regen das Lokal verließ. Nach einer Viertelstunde kam sie aber wieder, und er hörte, wie sie sagte, dass ihre Mutter gerade gestorben sei. Dann zog er sie an sich und die beiden zogen sich ins Dunkel der Arkaden zurück, wo gerade die Gebeine der Menschen aufgeschichtet lagen, die vom Friedhof exhumiert worden waren.

### Die St.-Wenzels-Messe
(Svatováclavská mše), 1876
Als neunjähriger Knabe ließ sich der Autor einmal nachts im Veitsdom einschließen. Er hatte seinen Mitschülern gegenüber behauptet, um Mitternacht würde der hl. Wenzel aus seinem Sarkophag aufstehen und eine Messe lesen. Um dieses Ereignis mit eigenen Augen zu schauen verbrachte er also die Nacht im Dom. Seiner Mutter hatte er erzählt, er wäre bei einer Tante zu Besuch. Die langen Stunden beflügelten die Phantasie des Kindes. Er stellte sich die mitternächtliche Messe äußerst prächtig vor, denn alle Figuren und Statuen der Heiligen und der böhmischen Könige und Edelmänner würden sicher daran teilnehmen. Vom Chor aus blickte er in die Kirche hinunter. Einige Spatzen waren die einzigen Lebewesen im Dom außer ihm selbst. Mit der Zeit wurde ihm sehr kalt (es war November) und der Schlaf meldete sich. Ein kleiner Vogel, den er aus seinem Nest genommen hatte, leistete ihm Gesellschaft. Doch dann schlief er ein und wurde erst zur Frühmesse wieder munter. Zu seinem Schreck sah er unten in der Kirche seine Mutter mit der Tante. Nun bedauerte er zutiefst, dass er seiner Mutter solchen Kummer bereitet hatte und nach der Messe lief er gleich zu ihr. Die großen Gestalten aus der böhmischen Geschichte hatte er nicht gesehen.

### Eine Allerseelen-Betrachtung
(Psáno o letošních Dušičkách), 1876
Seit vielen Jahren kommt das dicke Fräulein Máry am Allerseelentag auf den Friedhof mit einem fünfjährigen Mädchen (immer einem anderen) und zwei Kränzen. Dort lässt sie das Kind frei herumlaufen, und zu welchem Grab es zufällig zuerst läuft, dort legt sie zuerst einen Kranz nieder. Dann fährt sie zu ihrer einzigen Freundin, der verwitweten Frau Nocarová, und dort sprechen sie über das Ereignis, das hinter dieser Gewohnheit stand. Die Rede kommt auf zwei Gestalten der Kleinseite, Herrn Cibulka und Herrn Rechner. Beide waren zwei Taugenichtse, doch das wussten die Frauen nicht. Frau Máry hatte zuerst von Herrn Cibulka einen brieflichen Heiratsantrag erhalten, eine Woche später von Rechner. Sie war sehr glücklich und überlegte, wem von beiden sie mehr zuneigte, unterstützt von wohlmeinenden Ratschlägen ihrer Freundin. Doch da trafen neue Briefe ein, aus denen hervorging, dass beide Herren nun vom jeweiligen anderen Antrag erfahren hatten, und aus lauter Selbstlosigkeit traten beide von ihrem Antrag zurück, da sie dem Glück des Freundes nicht im Wege stehen wollten. In Wahrheit aber hatten sich die beiden einen schlechten Scherz mit der arglosen Frau erlaubt und lachten sie heimlich aus. Bald aber starb einer nach dem anderen, und Fräulein Máry gab sich in ihrer Naivität auch noch die Schuld daran. Seither legte sie jedes Jahr am Allerseelentag für beide einen Kranz nieder, und weil sie sich auch jetzt noch nicht zwischen beiden entscheiden konnte, musste das Kind den Ausschlag geben, wem von beiden der erste Kranz überreicht wurde. Sie hatte außerdem von einer völlig fremden Frau ein Grab erstanden, das in der Mitte zwischen den Grabstätten Cibulkas und Rechners lag, damit sie bis in den Tod beiden gegenüber neutral bleiben konnte.

### Wie es kam, dass Österreich am 20. August 1849 um halb ein Uhr mittags nicht zerstört wurde
(Jak to přišlo, že dne 20. srpna roku 1849, o půl jedné s poledne, Rakousko nebylo rozbořeno), 1877
Der Autor berichtet über eine Begebenheit aus seiner Jugendzeit, als er mit drei Kameraden einen Geheimbund gegründet hatte, der eine Revolution auslösen wollte. Die Jungen, die sich alle Namen aus der böhmischen Geschichte und aus den Hussitenkriegen zugelegt hatten, hatten einen genauen Plan ausgedacht, wie sie am 20. August 1849 zur Mittagsstunde, wo die Wachsoldaten nur in geringer Zahl auf den Schanzen beim Bruskator in der Zitadelle anwesend waren, diese überwältigen würden. Dazu hatten sie eine Pistole gekauft, aber sie hatten kein Pulver dazu. Also hatten sie den Greißler Pohorák beauftragt, ihnen welches zu bringen, wenn er mit seinem Wägelchen in die Stadt kam um am Markt Hühner zu verkaufen. Als der große Tag kam, war dem Autor äußerst mulmig zumute; er hatte Angst und die anderen hatten wohl auch welche. Doch heldenhaft erschienen sie alle nach Plan auf ihren Posten und erwarteten die bestimmte Stunde. Doch plötzlich drang die Kunde zu ihnen, dass Pohorák verhaftet worden sei. Alles schien verraten und das Vorhaben konnte nicht stattfinden. Doch in Wahrheit war Pohorák nur betrunken gewesen und nicht mehr im Stande, seinen Stand am Markt wieder wegzuräumen. Daher hatte der Polizist ihn mitgenommen, damit er sich auf der Wache wieder erholen konnte. So war der Plan der jugendlichen Aufrührer gescheitert und Österreich blieb das Schicksal erspart, durch ihre Aktion zerstört zu werden.

### Aus dem Tagebuch eines Konzipienten
(Figurky), 1877
Der Konzipient Dr. Krumlofský schreibt Tagebuch. An seinem dreißigsten Geburtstag beschließt er seine Advokaturprüfung schnellstmöglich abzulegen. Dazu zieht er auf die Prager Kleinseite, die ihm ruhig und beschaulich zu sein scheint, und wo er daher sicherlich in Ruhe studieren wird können. Er zieht zur Untermiete bei einer jungen Frau mit Kind ein. Die ersten Eindrücke sind sehr positiv, die Frau ist überaus freundlich, und nach und nach lernt er auch die übrigen Hausbewohner kennen. So ruhig, wie er dachte, ist es hier aber doch nicht. Da gibt es die Familie eines Malers, dessen kleiner Sohn Pepík recht oft durchgeprügelt wird. Dann ist da der verrückte Herr Provazník, der immer boshaft gegenüber jedermann ist. Der Hausherr selbst leidet an Vergesslichkeit; seine Tochter erregt mit der Zeit die Aufmerksamkeit Krumlofskýs. So richtig beginnt er sich allerdings erst für sie zu interessieren, als er einen Nebenbuhler am Werke glaubt. Als er schon drauf und dran ist, ihr einen Antrag zu machen, da erhält er eine Duellforderung von einem Oberleutnant, der der Geliebte seiner Vermieterin ist. Diese war in ihrer Eitelkeit gekränkt, da sie Krumlofský die ganze Zeit nicht als Frau beachtet hatte. Es gelingt ihm, das Duell zu gewinnen. Als er erfährt, dass der vermeintliche Nebenbuhler gar nichts von Otýlie will, erlischt auch Krumlofskýs Interesse. Nach der Duellgeschichte kann er nicht länger bei seiner Vermieterin bleiben und zieht wieder von der Kleinseite weg.

## Ausgaben (Auswahl)
- Povídky malostranské. Gregr, Prag 1878
- Povídky malostranské. Edition Valecka, Prag 1885
- Povídky malostranské. Mladá fronta, Prag 1954
- Povídky malostranské. Dobrovský, Prag 2014, ISBN 978-80-7390-177-6
- Povídky malostranské. Fragment, Prag 2014, ISBN 978-80-253-2287-1

## Übersetzungen
- Kleinseitner Geschichten. Übersetzt von Franz Jurenka. Reclam, Leipzig 1885 (zuletzt Vitalis, Prag 2005, ISBN 3-89919-016-5, Illustrationen von Karel Hruška)
- Kleinseitner Geschichten. Übersetzt von Franz Müller. Reclam, Leipzig 1954
- Kleinseitner Geschichten. Übersetzt von Günther Jarosch. Aufbau-Verlag, Berlin 1955 (zuletzt Aufbau-Verlag, Berlin und Weimar 1989, 5. Auflage, ISBN 3-351-00229-7)
- Kleinseitner Geschichten. Übersetzt von Josef Mühlberger. Winkler, München 1965 (zuletzt Artemis-Winkler, München 1992, 3. Auflage, ISBN 3-538-06593-4)
- Geschichten von der Prager Kleinseite. Übersetzt von Alexandra und Gerhard Baumrucker. Lentz, München 1974

## Verfilmungen
- Vzhůru nohama, Regie: Jiří Slavíček (Tschechoslowakei 1938)
- Týden v tichém domě, Regie: Jiří Krejčík (Tschechoslowakei 1947)
- Hastrman, Regie: I. Paukert (Tschechoslowakei 1955)
- Povídky malostranské, Regie: Pavel Háša (Tschechoslowakei 1984), TV-Serie